# Ахмет-бей Хункалов
Ахмет (Амет)-бей Хункалов (рос. Ахмет бей Хункалов; 1766–1842) — військовий діяч Російського імперії кримськотатарського походження.

## Життєпис
Походив зі знатного кримськотатарського роду, предок яких — Хункал-бей— на початку XVIII ст. прибув з Черкесії (за однією з версій з Тамані) до Криму на службу ханові Каплан-Ґераю. Народився 1766 року. Спочатку здобув домашню освіту, згодом вивчив російську мову.
1784 року вступив на службу сержантом до Тамбовського мушкетерського полку. У 1784—1785 роках під час відпустки навчався наукам і Корану. Невдовзі здобув протекцію Григорія Потьомкіна, відзначившись у війні з Османською імперією, зокрема при облозі Очакова 1788 року.
У квітні 1790 року стає поручиком і ад'ютантом Потьомкіна. Того ж року отримав звання ротмістра та спрямований до одного з дивізіонів Кримського полку.
У 1793 і 1795 роках у складі полку відзначився у боях під час Другого і Третього поділів Речі Посполитої. За це 1796 року отримав звання майора. Разом з полком повертається до Криму, де невдовзі кримськотатарські дивізіони було розпущено.
Вийшов у відставку. 1796 року обирається предводителем дворянства Перекопського повіту таврійської губернії. Перебував на посаді до 1806 року.
1807 року в умовах війни з Францією долучився до формування кримськотатарських полків, очоливши Перекопський полк. Того ж року виступив до Вільно, але в зв'язку з закінченням бойових дій усі кримськотатарські полки були повернуті з півдороги і 9 серпня розпущені по домівках. На початку 1808 року полки знову зібрали. Наприкінці травня Ахмет-бей виступив на Гродно, де опинився під орудою військового отамана Матвія Платова.
10 січня 1812 року стає підполковником. З початком війни з Францією 1812 року брав участь у боях під Мирою, Романовим і Могільовим. за що отримав орден Св. Володмира 4-го ступеня з бантом. За цим звитяжив у Смоленській, Рузькій і Можайській битвах. Був учасником Бородинської битви. Разом з полком у складі корпусу Івана Іловайського увійшов до Москив, яку щойно залишили французи. За цим відзначився у боях при Красному, Тарутині, Гжатську, Дорогобужі, у Боровицкого перевозі, під Кохановм, у Понарскіх гір, при переході через Німан. 18 жовтня 1812 року йому надано звання полковника і срібну медаль на Андріївській стрічці.
1813—1814 роках відзначився у боях часів шостої коаліції, біля Тільзиту, Данцигу, битві під Кульмом. За це протягом 1813 року двічі був нагороджений орденом Св. Анни 2-го ступеня й золотою шаблею з написом «За хоробрість». Брав участь у рейнській кампанії та захоплені Мангайму. 1814 року відзначився під час захоплення Парижу (разом з Кай-беєм Балатуковим, командиром Сімферопольського полку), за що отримав відповідну медаль. Того ж року по завершенні війни повернувся до Криму.
1828 року призначений командувачем лейбгвардії кримськотатарського ескадрону. У 1828—1829 роках відзначився на Балканах під час нової війни з Османською імперією, за що 1829 року отримав срібну медаль на Георгіївській стрічці. 1831 року залишив посаду голови кримськотатарського ескадрону. 1832 року став генерал-майором.
1839 року вийшов у відставку. Помер 1842 року в с. Сюріташе.

## Володіння
Мав у Сімферопольському повіті 5 тис. десятин орної, вигоном і сенокосной землі, на якій розташовувалися 2 виноградних і 2 фруктових сади, Євпаторійському — 4 села і 6 тис. десятин, Перекопському — 20 сел і 30 тис. десятин.

## Родина
Дружина — Уме-Султан Ханим, донька капітана Аділь-мурзи Едіге Атманаєва
Діти:
- Махмут-бей
- Абдулла-бей
- Алі-бей
- Гафіє-Султан
- Айше-Султан
- Хатідже-Султан